# Хрзан-з-Харасова, Франтишек де Паула
Франтишек де Паула Хрзан-з-Харасова (чеш. František de Paula Hrzán z Harasova; 9 апреля 1735, Прага, королевство Богемия, Священная Римская империя — 1 июня 1804, Вена, эрцгерцогство Австрия, Священная Римская империя) — чешский и австрийский кардинал. Епископ Сомбатхея с 12 марта 1800 по 1 июня 1804. Камерленго Священной Коллегии кардиналов с 10 марта 1788 по 30 марта 1789. Кардинал-священник с 12 июля 1779, с титулом церкви Сан-Джироламо-дельи-Скьявони с 11 декабря 1780 по 13 сентября 1782. Кардинал-священник с титулом церкви Санти-Нерео-эд-Акиллео с 13 сентября 1782 по 7 апреля 1788. Кардинал-священник с титулом церкви Санта-Кроче-ин-Джерусалемме с 7 апреля 1788 по 1 июня 1804.